# Cheilly-lès-Maranges
Cheilly-lès-Maranges é uma comuna francesa na região administrativa de Borgonha-Franco-Condado, no departamento Saône-et-Loire. Estende-se por uma área de 7,04 km². Em 2010 a comuna tinha 572 habitantes (densidade: 81,3 hab./km²).